# Hibbertia marrawalina
Hibbertia marrawalina är en tvåhjärtbladig växtart som beskrevs av Toelken. Hibbertia marrawalina ingår i släktet Hibbertia och familjen Dilleniaceae. Inga underarter finns listade i Catalogue of Life.